# Nationalparkhaus Matrei in Osttirol

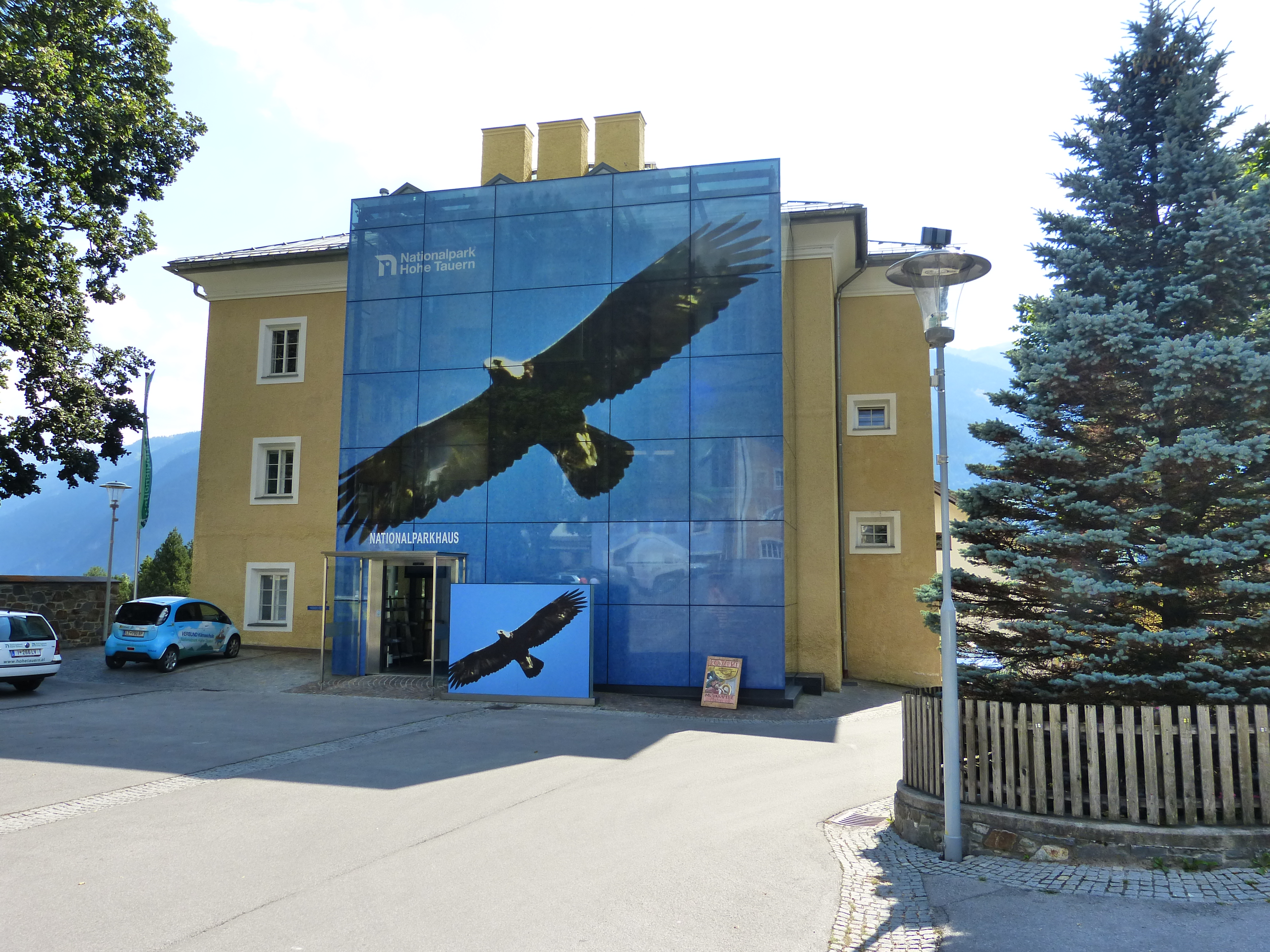
Nationalparkhaus Matrei in Osttirol

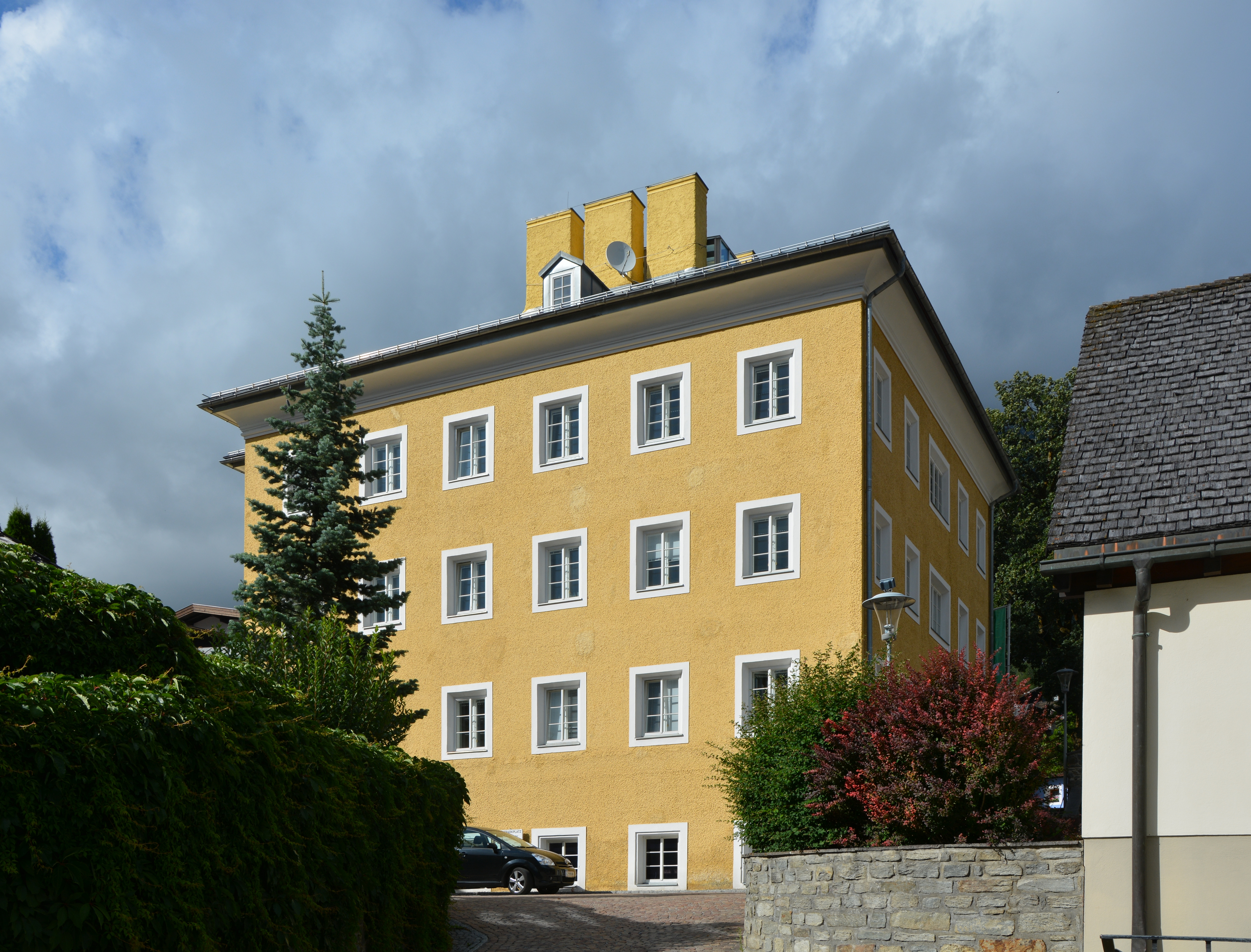
Nationalparkhaus von Süden

Das Nationalparkhaus Matrei in Osttirol ist ein denkmalgeschütztes (Listeneintrag) Gebäude in der Gemeinde Matrei in Osttirol. Es wurde 1866 als Schulhaus eröffnet und dient heute als Nationalparkhaus des Nationalparks Hohe Tauern.

## Geschichte
Das Gebäude wurde 1866 eröffnet und diente als Schulgebäude sowie als Kaserne für die Ortsgendarmen. Zeitweise wurde das Bauwerk auch als Standort der Gemeindeverwaltung, als Bankfiliale der Raiffeisenkasse und als Wohnhaus für Lehrschwestern verwendet. In den Jahren 2001 bis 2002 erfolgte ein Umbau des Gebäudes.

## Bauwerk
Bei dem ehemaligen Schulgebäude handelt es sich um einen dreigeschoßigen Kubus mit axial angeordneten zweiflügeligen Kastenfenstern. Das Dachgesims ist konkav geschwungen, das Satteldach verfügt über Gaupen, darüber erhebt sich ein hoher Kamin. Im Inneren finden sich Kreuzgratgewölbe. Im Zuge der Adaptierung zum Nationalparkhaus wurde dem Eingang ein Kubus aus Stahl und Glas vorgesetzt, in dem ein Aufzug untergebracht wurde. Zudem wurden im Inneren Durchbrüche durchgeführt und eine Glaskuppel in den Dachstuhl eingesetzt.